# Acalypha padifolia
Acalypha padifolia é uma espécie de flor do gênero Acalypha, pertencente à família Euphorbiaceae.